# Neu-Anspach

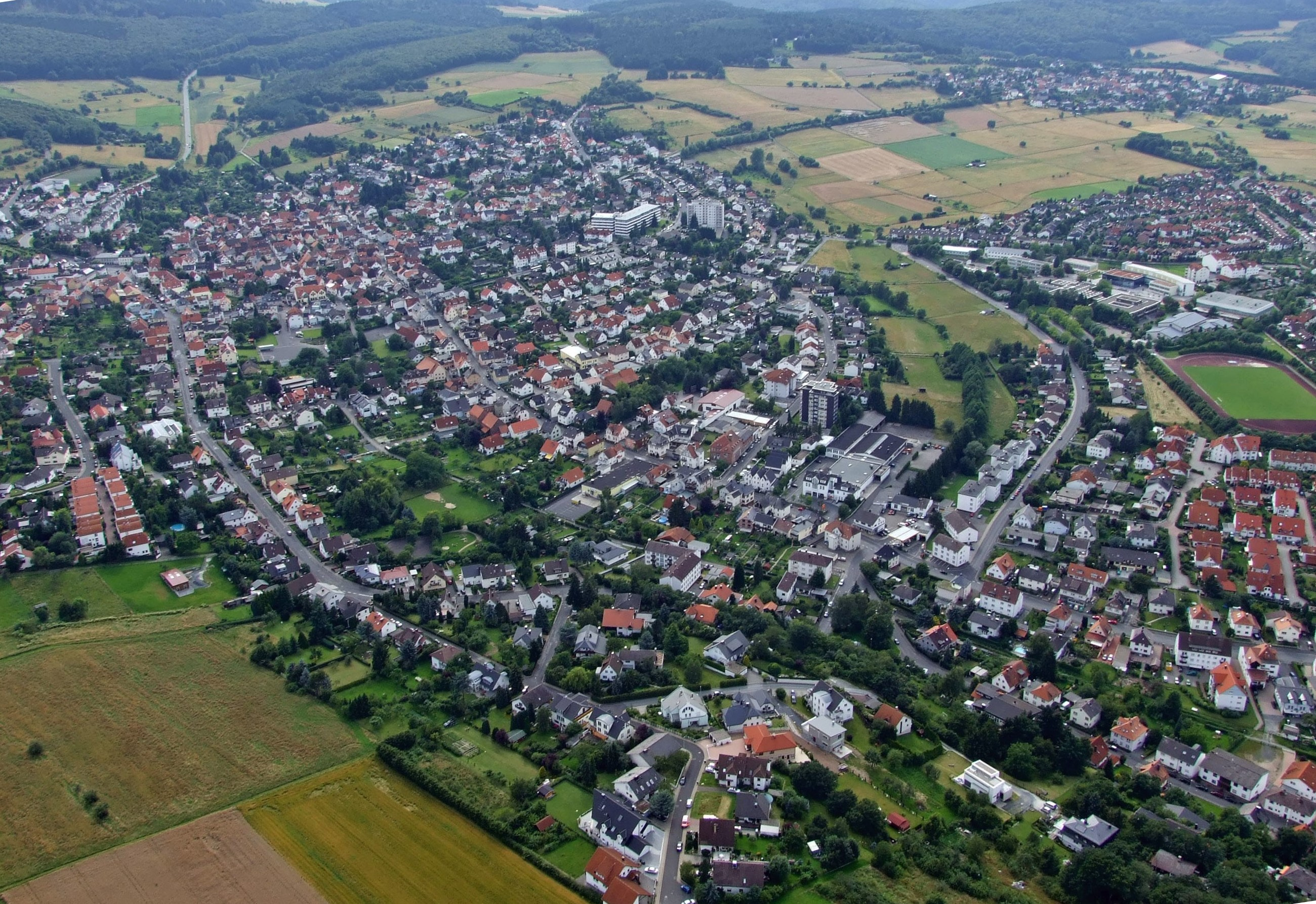
Neu-Anspach van boven gezien.

Neu-Anspach is een gemeente in de Duitse deelstaat Hessen, en maakt deel uit van de Hochtaunuskreis.
Neu-Anspach telt 14.619 inwoners.
Bad Homburg vor der Höhe · Friedrichsdorf · Glashütten · Grävenwiesbach · Königstein im Taunus · Kronberg im Taunus · Neu-Anspach · Oberursel · Schmitten · Steinbach · Usingen · Wehrheim · Weilrod